# Бойко Петро (член УПА)
Бойко Петро Васильович (псевдо: «Ох»; 6 січня 1921 року, с.Лапшин, Бережанський район, Тернопільська область — 25 січня 1952 року, уроч. Сади на г. Лисиця біля с.Лапшин, Бережанського району, Тернопільської області) — лицар Бронзового хреста заслуги УПА.

## Життєпис
Керівник охорони організаційного референта Подільського крайового проводу ОУН. Загинув у криївці. У безвихідній ситуації звів короткий бій з опергрупою МДБ і застрелився, щоб живим не потрапити в руки ворога.
Відзначений Бронзовим хрестом заслуги УПА (25.07.1951), медаллю «За боротьбу в особливо тяжких умовах» (30.06.1948) та Вирізненням у Наказі ВШВО 3 «Лисоня» (10.10.1948).

## Нагороди
- Згідно з Наказом Головного військового штабу УПА 1/51 від 25.07.1951 р. керівник охорони організаційного референта Подільського крайового проводу ОУН Петро Бойко — «Ох» нагороджений Бронзовим хрестом заслуги УПА.

## Вшанування пам'яті
8.10.2017 р. від імені Координаційної ради з вшанування пам'яті нагороджених Лицарів ОУН і УПА у с. Бишки Козівського р-ну Тернопільської обл. Бронзовий хрест заслуги УПА (№ 006) переданий Кузів Петру Степановичу, внукові Петра Бойка — «Оха».